# Para terminar
Para terminar es el segundo y último álbum de la banda argentina Fricción, publicado por Interdisc en 1988.
Este trabajo incluye una versión de "Heroes" de David Bowie, considerado para muchos como la mejor versión en español[cita requerida].
Además de producirlo artísticamente, Gustavo Cerati participa en los coros de "Amar con lástima" y en guitarras adicionales.

## Lista de temas
Lado A
1. Máquina veloz (D.Castro, R.Coleman)
2. Lluvia negra (R.Coleman)
3. Instantes de Cielo (R.Coleman)
4. Sin plegarias (R.Ureta, R.Coleman)

Lado B
1. Enjaulados (R.Coleman)
2. Amar con lástima (R.Ureta, R.Coleman)
3. Para terminar (D.Avila, G.Palacios, R.Coleman)
4. Héroes (Brian Eno, David Bowie) (cover de David Bowie)

## Personal
- Richard Coleman - voz, guitarras
- Gonzo Palacios - saxo
- Daniel Castro - bajo
- Rolando Ureta - guitarras, armónica, coros
- Daniel Ávila - batería

Con
- Gustavo Cerati - producción, coros, guitarras
- Pablo Rodríguez - saxo en "Héroes" & "Enjaulados"